# Autoroute A 502
Die Autoroute A 502 ist eine französische Autobahn die als Süd-Umfahrung von Aubagne dient. Ihre Länge beträgt dabei 1,6 km. Die Autobahn wurde 1963 eröffnet.